# Патрик, 1-й граф Солсбери
Патрик из Солсбери (англ. Patrick of Salisbury; ум. 1168) — англонормандский землевладелец, 1-й граф Уилтшир (Солсбери) с 1143/1147 года, феодальный барон Читтерна с 1147 года, шериф Уилтшира в 1152—1160 годах.
Патрик участвовал в гражданской войны 1135—1154 годов в Англии. Сначала он был сторонником короля Стефана Блуаского, потом перешёл на сторону императрицы Матильды, от которой получит титул графа Уилтшира (Солсбери), сохранив его и после окончания войны. Он принимал участие в военном походе короля Генриха II Плантагенета в Пуату, во время которого был убит, защищая Алиенору Аквитанскую, жену короля.

## Биография
Патрик происходил из знатного рода англо-нормандского происхождения, родоначальник которого, Эдвард из Солсбери, владел рядом поместий в Уилтшире, Суррее, Гэмпшире и Дорсете, а также был шерифом Уилтшира. Отец Патрика, Уолтер Фиц-Эдвард из Солсбери, унаследовал ряд владений, включая феодальную баронию Читтерна, а также во время правления Генриха I Боклерка был шерифом Уилтшира. Мать же Патрика, Сибила, происходила из не очень крупного рода Шаурс. Её отец, Патрик I де Шаурс, вероятно происходил из семьи сеньоров Сурше (Шаурс), владения которого располагались в графстве Мэн; благодаря браку с Матильдой, одной из наследниц Арнульфа де Эсдена, владевший большим количеством поместий в ряде английских графств, он унаследовал значительную часть его владений.
Патрик был вторым из сыновей Уолтера Фиц-Эдварда. Его старший брат, Уильям, упоминается в 1141 году как один из сторонников императрицы Матильды в гражданской войне, которая началась в Англии после смерти в 1135 году короля Генриха I Боклерка между его дочерью, Матильдой, и племянником, Стефаном Блуаским. Он умер около 1143 года, не оставив детей, поэтому основным наследником отца, умершего в 1147 году, стал Патрик. Его владения включали Читтерн; известно, что 1166 году он владел более 40 рыцарскими фьефами из наследства отца и 16 — из наследства матери.
Хотя его брат во время гражданской войны был сторонником Матильды, Патрик, по крайней мере первое время, формально сохранял верность королю Стефану. В 1140-е годы он был кастеляном Олд-Сарума — одного из самых укреплённых замков в регионе. В это же время у него возник конфликт с соседом, Джоном Фиц-Гилбертом Маршалом, который был кастеляном замка Мальборо. Вероятно, конфликт был вызван стремлением Джона распространить своё влияние на восток. Он попытался построить небольшую крепость Лагершолл, что вызвало неудовольствие Патрика, усмотревшим ущемление своих интересов. Конфликт сопровождался набегами и кровопролитными стычками. Подробности междоусобицы неизвестны, однако Джон был вынужден предложить мир, в результате которого Джон развёлся со своей первой женой и женился на Сибилле, сестре Патрика Солсбери. Союз с семьёй Патрика не только положил конец вражде, но и послужил укреплению социального статуса Джона Маршала. Одним из сыновей, родившихся в этом браке, был Уильям Маршал, который впоследствии приобрёл всеевропейскую известность и славу «цвета рыцарства».
В это же время Патрик перешёл в лагерь императрицы Матильды. За это она пожаловала его титулом графа Уилтшира или, как стал вскоре именоваться этот титул, графа Солсбери. Произошло это не позднее 1147 года, возможно, около 1143 года.
Об участии Патрика в событиях гражданской войны сведений почти не сохранилось. Упоминается, что во время борьбы со Стефаном Патрик захватил замок Даунтон, принадлежавший епископу Уинчестера (брату короля), за что он и его люди были отлучены от церкви. Также он, вероятно, от имени Матильды был шерифом Уилтшира и даже отчитался в анжуйском казначействе за полученные им доходы; он является единственным бароном, о котором есть доказательства подобной практики. Возможно, как и его многие современники, Патрик во время гражданской войны чеканил свои деньги.
В 1153 году Патрик, граф Солсбери, был одним из свидетелей мирного договора между Стефаном Блуаским и Матильдой, по которому в 1154 году после смерти Стефана новым королём Англии стал Генрих II Плантагенет, сын Матильды. При этом несмотря на то, что значительная часть аристократов, получивших титулы в период феодальной анархии, была их лишена, Патрик свой титул сохранил. Обязанности шерифа Уилтшира он исполнял как минимум до 1160 года.
В 1167 или 1168 году Патрик принял себе на службу своего племянника, Уильяма Маршала. В начале 1168 года до короля Генриха II дошли слухи о беспорядках в Аквитании. Желая привести к покорности имевший важное значение регион, он начал военную кампанию. К нему присоединилась и королева, Алиенора, герцогиня Аквитанская. В качестве основного полководца король вызвал Патрика Солсбери.
В первую очередь Генрих II обрушился на Лузиньянов: двое из представителей этого рода, Жоффруа и его брат Ги (будущий король Иерусалима), совершали грабительские набеги вокруг Пуатье, столицы герцогства. «Уничтожая города и деревни Лузиньянов», рыцари Генриха подавили восстание менее чем за месяц, а Лузиньяны подчинились королю, после чего в Пуату установилось «подобие порядка». После этого Генрих II отправился на север для встречи с королём Франции Людовиком VII, оставив королеву Алиенору в Пуатье, вместе с ней остался и Патрик Солсбери.
Вскоре после этого Алиенора в сопровождении Патрика и его отряда путешествовала по холмам Пуату. Точная цель поездки неизвестна, но возможно, что она осматривала владения Лузиньянов, а потом возвращалась в Пуатье. Неожиданно кортеж был атакован отрядом, который возглавляли Жоффруа и Ги де Лузиньяны. «История Уильяма Маршала» указывает, что это было хорошо подготовленной засадой, хотя ряд аспектов данного рассказа не подтверждаются другими источниками. Причины нападения неясны, возможно, что Лузиньяны хотели захватить королеву, чтобы иметь дополнительный козырь в переговорах с королём. Поскольку силы были не равны, Патрик «отправил королеву в замок», сам же со своими рыцарями попытались задержать нападавших, чтобы дать возможность Алиеноре добраться до безопасного место. В завязавшейся битве граф Солсбери, который был без доспехов, был убит — когда он пытался залезть на коня, ему в спину ударил копьём один из рыцарей Лузиньянов.
Тело Патрика было захоронено в аббатстве святого Илария в Пуатье. Его наследником стал старший сын, Уильям.

## Брак и дети
1-я жена: Матильда, её происхождение неизвестно, детей от этого брака не было.
2-я жена: Эла де Понтье (ум. 10 декабря 1174), дочь Гильома I Талваса, графа Понтье и сеньора Алансона, и Элии Бургундской, вдова Уильяма де Варенна, 3-го графа Суррея;
- Уильям Фиц-Патрик (ум. 1196), 2-й граф Уилтшир (Солсбери) с 1168, шериф Уилтшира[6];
- Патрик Фиц-Патрик (ум. до 1174)[6];
- Филипп Фиц-Патрик[6];
- Уолтер Фиц-Патрик[6].